# Водорозпилювальний заслін
Водорозпилювальний заслін (рос. водораспылительная завеса, англ. water sprayer curtain, water pulverizer curtain; нім. Wasserschleier m) – у гірництві - водоповітряне середовище, яке створюється для попередження запалення (спалахування) та передачі вибуху метано-пилоповітряної суміші при веденні вибухових робіт у вибоях шахт. В.з. створюється підриванням патрона ВР масою 100-200 грамів, який поміщають у поліетиленову ємність, заповнену водою. Заряди ВР в посудинах з водою і в шпурах з’єднують послідовно в загальну мережу і підривають одночасно. Об’єм кожної посудини з водою 0,02-0,05 м³. Загальні витрати води в посудинах на одну В.з. визначаються з розрахунку 5 кг води на 1 м² поперечного розрізу виробки. В.з. застосовується на пластах з газовиділенням понад 5 м3 на 1 т добового видобутку, а також небезпечних по пилу незалежно від категорії по газу; на пластах, схильних до раптових викидів. 